# Дейвис, Алан (футболист)
А́лан Де́йвис (англ. Alan Davies; 5 декабря 1961, Манчестер, Англия — 4 февраля 1992, Гауэр, Уэльс) — валлийский футболист английского происхождения, выступавший на позиции вингера.

## Клубная карьера
Алан родился в Манчестере и начал свою футбольную карьеру в «Манчестер Юнайтед», став профессионалом в декабре 1978 года. Дейвис дебютировал за «Юнайтед» 1 мая 1982 года в матче против «Саутгемптона». В конце сезона 1982/83 заменил травмированного Стива Коппелла в трёх последних матчах чемпионата, после чего сыграл в обеих финальных матчах Кубка Англии 1983 года, по итогам которых «Юнайтед» победил «Брайтон энд Хоув Альбион». Однако летом 1983 года во время предсезонного товарищеского матча получил перелом лодыжки и разрыв связок. Вернулся на поле только в апреле 1984 года, выйдя на поле в полуфинальном матче Кубка обладателей кубков против «Ювентуса» и забив гол в ворота команды Джованни Трапаттони. Всего провёл за клуб 10 матчей и забил один мяч. 5 мая 1984 года сыграл свой последний матч за «Юнайтед» (это была игра против «Эвертона»).
Затем Дейвис перебрался в «Ньюкасл Юнайтед» и сыграл 21 матч в лиге за два сезона, побывав в аренде в «Чарльтон Атлетик» и «Карлайл Юнайтед». В сезоне 1987/88 он перешёл в «Суонси Сити».

## Карьера в сборной
Несмотря на то, что Дейвис родился в Англии, его родители были валлийцами, и он решил выступать за национальную сборную Уэльса. С 1983 по 1990 год он сыграл за сборную 13 матчей.

## Смерть
4 февраля 1992 года отвёз свою дочь в школу, после чего совершил самоубийство, отравившись угарным газом в Хортоне, Суонси.
В ходе расследования самоубийства Гэри Спида, который повесился в ноябре 2011 года, было обнаружено, что Алан Дейвис и Гэри Спид были «фаворитами» насильника-педофила Барри Беннелла, который работал детским футбольным тренером.